# Округ Колумбија (Орегон)
Округ Колумбија (енгл. Columbia County) је округ у америчкој савезној држави Орегон.

## Демографија
По попису из 2010. године број становника је 49.351, што је 5.791 (13,3%) становника више него 2000. године.
| Група             | 2000.          | 2010.          |
| Белци             | 40.576 (93,1%) | 44.563 (90,3%) |
| Афроамериканци    | 105 (0,2%)     | 207 (0,4%)     |
| Азијати           | 255 (0,6%)     | 457 (0,9%)     |
| Хиспаноамериканци | 1.093 (2,5%)   | 1.987 (4,0%)   |
| Укупно            | 43.560         | 49.351         |